# Gisalbertini di Bergamo
I Gisalbertini di Bergamo furono una dinastia comitale che resse, a partire dai primi decenni del X secolo e fino all'XI secolo, la contea di Bergamo.
Nel 919, in un placito presieduto dal conte di Bergamo, Suppone, Gisalberto I è nominato come vassus et missus domini imperatori, mentre dal 923 è egli stesso ricordato come conte palatino e conte di Bergamo. Egli è il capostipite della dinastia "Gisalbertina" o "Gisalbertinga".

## Contea

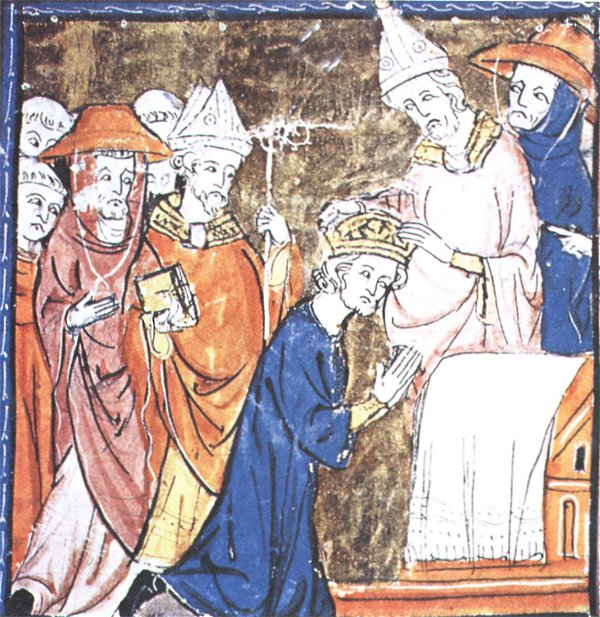
Incoronazione di Carlo Magno

Dopo la vittoria di Carlo Magno su Desiderio, l'ultimo re longobardo, e la conseguente conquista del Regnum langobardorum la gestione politica di Bergamo cambiò: agli amministratori longobardi, i gastaldi, si sostituirono i conti, pur sopravvivendo la precedente aristocrazia longobarda benché privata, almeno all'inizio, di ogni potere politico.
Il primo conte franco sembra sia stato Auteramo.
Seppure con le incertezze dovute alla scarsissima documentazione, data l'epoca, sono stati individuati i seguenti conti franchi, di cui non si hanno notizie storiche certe:
- Auteramo, il primo, morto prima dell'816
- Rotecario, (843 ?? )
- Ottone, (870 ??)
- Ambrogio, (894 ??)
- Teudaldo, ( ??? )
- Suppone, (919 ??)

A Suppone successe Gisalberto I, primo dei Gisalbertini, che dichiarava di seguire la legge longobarda.
Mentre i longobardi perdevano il potere si rafforzava, invece, la posizione dell'Episcopato di Bergamo, che assumeva sempre maggiore forza e valenza politica divenendo spesso arbitro nelle controversie fra i grandi
Nell'894 la città è distrutta dall'esercito dell'imperatore Arnolfo, sceso in Italia su invito di Papa Formoso e di passaggio, proveniente da Verona e diretto a Milano.

## Gisalberto I
Alla fine del 919 troviamo un Gisalberto partecipare come missus imperialis e fidelis di Berengario I ad un placito e due anni dopo lo stesso personaggio congiurava contro Berengario a favore di Rodolfo di Borgogna. Berengario uscì vincitore da questo scontro e perdonò l'infedele Gisalberto che, tuttavia, non smise di tramare a favore di Rodolfo.
Lo scontro finale fra Berengario e Rodolfo ebbe luogo a Fiorenzuola il 17 luglio 923 e si risolse con la vittoria di Rodolfo. Dopo questa vittoria Rodolfo nominò Gisalberto conte di Bergamo dando così luogo all'inizio di una nuova dinastia comitale.

## Conte e Vescovo
Accanto all'ascesa politica di Gisalberto continuava il consolidamento e il rafforzamento del potere dell'Episcopato, quello stesso episcopato che avrebbe eroso la posizione dei Gisalbertini fino al loro allontanamento da Bergamo e alla loro scomparsa dalla scena politica. Sarà l'affermazione del Comune a prevalere definitivamente sui Gisalbertini e poi anche sull'Episcopato che prima aveva sostenuto.

## Realpolitik
Dopo la vittoria di Rodolfo, la posizione di Gisalberto si rafforzò e assieme alla sua quella del vescovo Adalberto, ma iniziava anche a indebolirsi Rodolfo a favore di Ugo di Provenza. Ugo era l'uomo forte del momento ed a lui si avvicinarono sia Gisalberto che Adalberto: nel 926 erano schierati a fianco del nuovo re.
La carriera di Gisalberto subì un notevole balzo in avanti grazie ai favori di Ugo da cui fu elevato alla carica più prestigiosa del regno di Comes sacri Palacii, Conte Palatino.
Ecco la carriera fulminea e brillante di un fidelis che da missus diventa, attraverso il sapiente e spregiudicato gioco delle alleanze, conte palatino.
Non si può dire, ma è facile immaginare, se e quanto abbia giocato a suo a favore anche il fatto che la propria moglie Rotruda, figlia del giudice palatino Walperto, fosse stata l'amante di Ugo a cui aveva dato una figlia illegittima, Rotlinda.

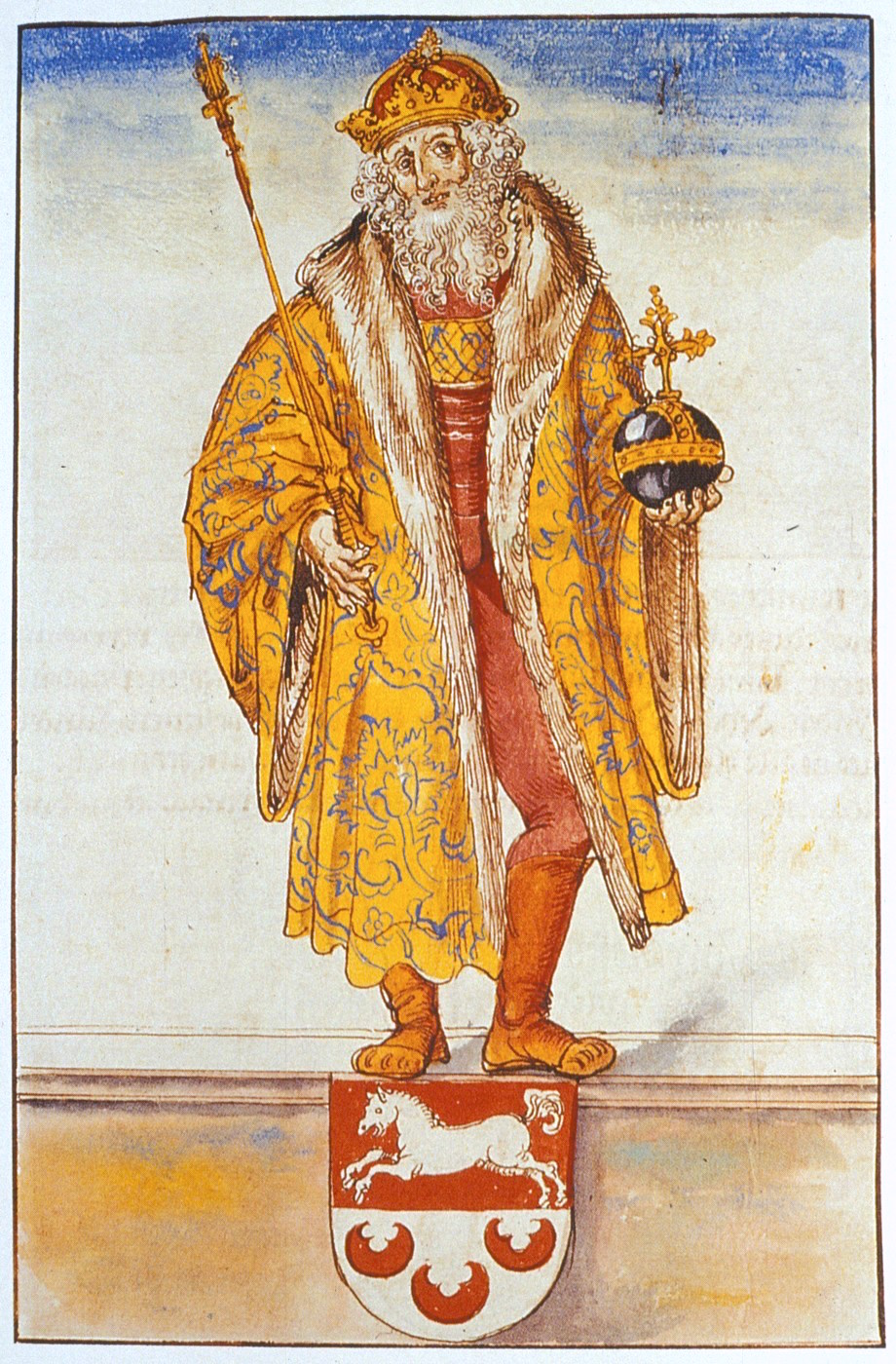
Ottone I di Sassonia

Con Gisalberto I cambia la natura della contea: mentre durante il primo periodo carolingio il conte svolgeva essenzialmente una funzione pubblica, era, cioè, il delegato dell'Imperatore o del Re nel cui nome agiva e di cui rappresentava e tutelava i diritti in quello che si può definire un distretto amministrativo, con Gisalberto e i suoi successori la contea acquista un carattere personale e patrimoniale. Il suo titolare agiva in nome e per conto proprio, a volte anche in contrasto con il sovrano a cui avrebbe dovuto essere legato da un rapporto di fedeltà personale, la contea era diventata un beneficium in cambio della fidelitas, dell'auxilium e del consilium che il conte avrebbe dovuto al suo sovrano.
Nel nostro caso il suo titolo era Comes civitatis bergomensis.

La potenza dei conti 
(Jarnut J. Bergamo 568-1098)
Bergamo sotto il conte Gisalberto I e il vescovo Adalberto ebbe uno sviluppo non solo demico ed economico ma anche e soprattutto politico.
La città si distinse dal resto del territorio acquistando una sempre maggiore individualità che, tuttavia, non sconfinava ancora in autonomia. Nella città Gisalberto e i suoi successori trovarono un concorrente che alla fine sarebbe riuscito a scalzarli definitivamente, il Vescovo.
Di Gisalberto si perdono le tracce dopo la prima metà del 927, forse perché invischiato in una ribellione contro Ugo, che lo aveva tanto elevato, tramata dal proprio suocero Walperto e da Everardo, un altro giudice palatino.

## Lanfranco
Sarà il figlio Lanfranco I, con la protezione di Berengario di Ivrea, a succedergli prima nella carica di conte, poi in quella di conte palatino nel 945, anche in questo caso a seguito di un'oculata e conveniente scelta di campo.
Dopo il 950 non si hanno più notizie di Lanfranco, il che fa supporre la perdita del favore di Berengario, forse per un mutato assetto nelle alleanze.
Da Lanfranco I sarebbe nato, secondo alcuni studiosi, Lanfranco da Martinengo, capostipite della potente dinastia dei Martinengo.

## Gisalberto II

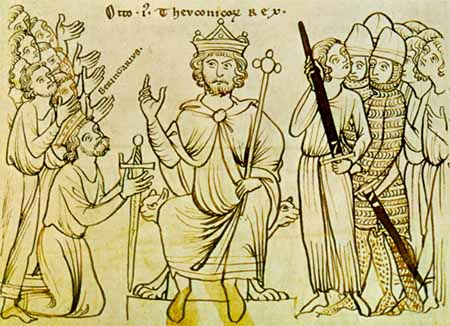
Ottone I e Berengario vinto

La dinastia comitale continuò con il figlio di Lanfranco, Gisalberto II, che appoggiava Ottone di Sassonia contro Berengario.
Ottone gli concesse nel 970 i beni del conte di Pavia, Bernardo, che gli si era ribellato, aumentandone così non solo la già notevole ricchezza ma anche il prestigio e il potere politico.
Bernardo aveva sposato Rotlinda, la figlia che Rotruda, moglie di Gisalberto I, aveva avuto da Ugo di Provenza.
Gisalberto II mantenne la carica di conte palatino anche con Ottone II ma in un clima sempre più teso, esasperato dalla crescita politica del vescovo di Bergamo Ambrogio, già cancelliere di Ottone I, imposto dallo stesso imperatore sul soglio episcopale alla morte del vescovo Odelrico.
Mentre iniziava il declino dei Gisalbertini aumentava il potere dell'Episcopato al fianco degli Ottonidi. Così fu per il vescovo Gisalberto, successore di Ambrogio, per Azzone che gli successe alla morte e per Reginfredo successore di quest'ultimo.
Il conte Gisalberto II, morto tra la fine del X secolo e l'inizio dell'XI, si era da tempo allontanato dagli Ottonidi.

## Epigoni
Non si hanno notizie certe sulle azioni dei successori di Gisalberto II, Lanfranco II, Arduino I, Mangifredo I, Richilda e Gisela. Troviamo nel 1010 Mangifredo conte di Bergamo, mentre della sorella Richilda si sa che aveva sposato Bonifacio margravio di Tuscia e dell'altra sorella Gisela che aveva sposato Ugo margravio di Tortona.
Lanfranco II è testimoniato conte palatino nel 1017 e nel 1018 e Arduino nel 1018, forse contemporaneamente al fratello.

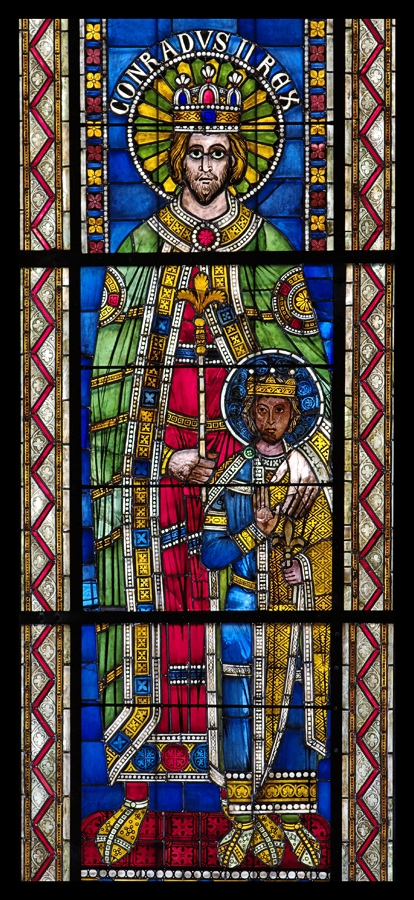
Corrado II

Nelle lotte per la successione di Ottone III i Gisalbertini appoggiarono prima Arduino d'Ivrea e poi Enrico II, in un'alternanza di alleanze funzionale agli interessi del momento.
Con Corrado II, successore di Enrico II, i rapporti non sono chiari ma la loro parentela con Bonifacio di Tuscia e con il vescovo Ambrogio, sostenitori del Salico, spingono a pensare a una loro vicinanza a Corrado.
Il conte Arduino II ottenne in feudo, nel 1036, dal vescovo Ubaldo di Cremona dei beni a sud di Bergamo rafforzando così il proprio potere nella parte meridionale del territorio bergamasco.
I rapporti tra i gisalbertini Arduino II, il suo successore Arduino III con Enrico III successore di Corrado II il Salico erano buoni, tuttavia l'Episcopato di Bergamo si era rafforzato ancora di più erodendo nella città il potere dei Gisalbertini che andavano spostando la propria sfera d'influenza fuori della città, prima nei suburbi poi sempre più a sud verso Cremona.

## Epilogo
Bergamo viveva nel corso dell'XI e XII secolo una forte evoluzione politica sotto la spinta del cambiamento socioeconomico della propria comunità. Accanto al sempre più potente vescovo si stava formando una nuova classe di cives che supportava l'episcopato e da questi era tutelata in una linea di condotta filoimperiale.
Nel 1098 il lungo contrasto che aveva opposto Enrico IV al Papa si era risolto con la vittoria dei fautori del Papa e con la conseguente deposizione del vescovo Arnolfo filoimperiale creando un vuoto di potere nella città. In questa circostanza si fece avanti una nuova classe dirigente, quei cives che avevano coadiuvato il vescovo secondo una linea di mutuo supporto, e che attraverso propri consules assunsero la gestione politica della città.

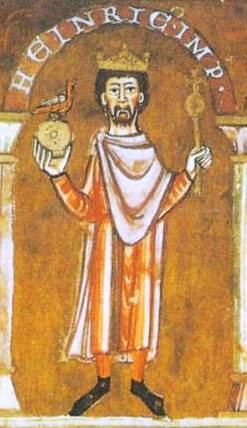
Enrico IV

Fu più una surrogazione nel potere secondo un principio di continuità che non una rottura rivoluzionaria.
Il potere cambiò solamente titolare passando dal Vescovo a quei maggiorenti che erano stati la stampella politica della sua gestione: nacque così il Comune di Bergamo.
In questa nuova situazione politica i Gisalbertini cambiarono fisionomia, da titolari di poteri pubblici si erano trasformati in Signori, grandi signori che la parcellizzazione dei beni ereditari, la lontananza dalla città, l'indebolimento del potere centrale avrebbero indebolito sempre di più fino a decretarne, alla fine dell'XI secolo, la scomparsa dagli atti pubblici.

## I Conti gisalbertini
- Gisalberto I, (922-927)
- Lanfranco I, (945-950)
- Gisalberto II, (961-993)
- Mangifredo I, (1010-1026)
- Lanfranco II, (1012-1019)
- Arduino I, (1012-1022)
- Arduino II, (1026-1053)
- Arduino III, (1063-1064)
- Raginerio, (1064-1100)
- Arialdo, (1066-1103
- Gisalberto IV, (1072-1106)
- Alberto, (1081-1093)